# كأس السوبر المغربي
«كأس السوبر المغربي» هي بطولة في رياضة كرة القدم من مباراة واحدة كانت تقام نهاية كل موسم ما بين بطل الدوري المغربي وبطل كأس العرش، وكانت هذه الكأس في البداية تسمى كأس الفيدرالية ثم حملت اسم كأس الشباب لاحقا، وكانت تشرف عليها الجامعة الملكية المغربية لكرة القدم، ولعبت أول نسخة لهذه الكأس موسم 1958-1959، ولعبت لأربع مواسم متتالية، ثم توقفت 10 سنوات لأسباب مجهولة، لتعود من جديد موسم 1975-1974، وقد أخرت مباراة هذا الموسم إلى شهر مارس من سنة 1976 لتقام بمدينة العيون بمناسبة المسيرة الخضراء وفاز بها نادي شباب المحمدية وهي أخر نسخة من هذه الكأس، ويعتبر الجيش الملكي النادي الأكثر تتويج بهذه الكأس بأربعة كؤوس ممتازة.

## السجل التاريخي
جدول يظهر نتائج المباريات النهائية لمسابقة كأس السوبر المغربي لكرة القدم.
| السنة | بطل الدوري المغربي  | النتيجة | بطل كأس العرش      | المكان        |
| ----- | ------------------- | ------- | ------------------ | ------------- |
| 1959  | نجم الشباب البيضاوي | 0–2     | الجيش الملكي       | الدار البيضاء |
| 1960  | النادي القنيطري     | 0–1     | مولودية وجدة       | القنيطرة      |
| 1961  | الجيش الملكي        | 1–0     | النادي القنيطري    | الرباط        |
| 1962  | الجيش الملكي        | 5–3     | المولودية الوجدية  | القنيطرة      |
| 1963  | الجيش الملكي        | 4–1     | الكوكب المراكشي    | الرباط        |
| 1975  | مولودية وجدة        | 0–1     | نادي شباب المحمدية | العيون        |

## سجل الأبطال
| فريق               | البطل | سنوات البطل            |
| ------------------ | ----- | ---------------------- |
| نادي الجيش الملكي  | 4     | 1959، 1961، 1962، 1963 |
| نادي مولودية وجدة  | 1     | 1960                   |
| نادي شباب المحمدية | 1     | 1975                   |

## أرقام من كأس السوبر
- كأس الشباب أو لكأس الكونفدراليبة كما سميت في البداية، كانت تلعب في بداية كل موسم بين بطل الدوري وحامل كأس العرش. و قد لعبت منها 5 نسخ كانت أربعة من نصيب الجيش الملكي، و نسخة واحدة من نصيب شباب المحمدية ثم توقفت دون سبب ظاهر.

و شهدت هذه الكأس تألق الجيش الملكي كما سبق الذكر بفضل تواجد ترسانة كبيرة من اللاعبين المهرة، الأقوياء والمنضبطين.
- أول نسخة لعبت بملعب فليب بالدار البيضاء بين الجيش الملكي بوصفه حامل كأس العرش 1958-1959 و نجم الشباب البيضاوي بطل الدوري لنفس الموسم، وانتهت المباراة بفوز الجيش ب 2-0.
- لم تلعب الكأس موسم 1959-1960 لما عرفته البطولة من أحداث كانسحاب حسنية أكادير بسبب زلزال 1960 الذي ضرب مدينة اكادير، هذا الانسحاب الذي بعثر اوراق الجامعة وغير سلم الترتيب وخاصة المقدمة بين الفرق التلات الأولى التي تم اقامة دوري مصغر بينها لتحديد البطل.
- النسخة الثانية لموسم 1960-1961 لعبت في شتنبر 1960 وجمعت الجيش الملكي بطل الدوري بالنادي القنيطري بوصفه حامل كأس العرش ولعب النهائي بالرباط وانتهت لفوز الجيش ب 1-0.
- النسخة الثالثة لموسم 1961-1962 جرت في شتنبر 1961 بالقنيطرة بين الجيش الملكي بطل الدوري و مولودية وجدة حامل كأس العرش وانتهت بفوز الجيش ب 5-3.
- أما النسخة الرابعة لموسم 1962-1963 قد لعبت في شتنبر 1963 و جمعت الجيش الملكي بطل الدوري مع حامل كأس العرش الكوكب المراكشي و انتهت بفوز الجيش ب 4-1 .
- وبعد توقف لمدة 13 سنة عاد كأس السوبر المغربي من جديد بمناسة المسيرة الخضراء موسم 1974-1975 حيث أقيمت المباراة بمدينة العيون في شهر مارس 1976 و جمعت بين مولودية وجدة الفائز بالبطولة و شباب المحمدية الفائز بكأس العرش وفاز هذا الأخير بنتيجة 1-0.

## وصلات خارجية
- الموقع الرسمي للجامعة الملكية المغربية لكرة القدم